# Kondor (Wappentier)
Der Kondor ist ein Wappentier, das in Südamerika die Stelle des Adlers der europäischen Heraldik einnimmt.
In den Wappen der Andenstaaten vertritt der Kondor – ein Geier – als Wappentier den europäischen Wappenvogel Adler. Wie dieser symbolisiert er Unsterblichkeit, Mut, Weitblick und Kraft, gilt aber auch als König der Lüfte und Bote der höchsten Götter.
Die Tingierung ist durchwegs einfach, in natürlicher Farbe, die helle Halskrause des Vogels ist meist ein Merkmal zur Erkennung im Wappen.
In den Staatswappen der Länder Kolumbien, Chile, Bolivien, Ecuador ist er dominierend gesetzt. In Chile ist er bekrönt ein Schildhalter, bei Ecuador, Bolivien und Kolumbien schwebt er im Oberwappen, mit ausgebreiteten Flügeln und vorgestrecktem Kopf, für Kolumbien aufrecht mit Lorbeerkranz im Beck.

Aktuelle Staatswappen
Bolivien, im Oberwappen
Chile, als Schildhalter links
Ecuador, im Oberwappen
Kolumbien, im Oberwappen

Sonstige Beispiele
Departamento de Moquegua (Bezirkswappen in Perú)
Departamento de Bolívar (Bezirkswappen in Kolumbien)
Historisches Wappen von Ecuador (zwei Kondore auf Berggipfeln)
Historisches Wappen von Großkolumbien
Fuerza Aérea de Chile (chilenische Luftstreitkräfte)
Mérida (Venezuela)